# Bonifácio (numerário)
Bonifácio (em latim: Bonifatius) foi um oficial bizantino do século VI, ativo no reinado do imperador Maurício (r. 582–602). Entre 590 e 592, serviu como numerário. Faleceu em 598 na Sicília, deixando uma viúva. Sua esposa, por sua vez, ficou sob os cuidados do papa Gregório I. Bonifácio era dono de propriedades que foram deixadas a um xenodóquio situado próximo de São Pedro, em Roma.